# Ordosipterus
Ordosipterus – rodzaj pterozaura z rodziny Dsungaripteridae.
Pozostałości nowego rodzaju pterozaura znaleziono w Mongolii Wewnętrznej, a dokładniej na jej południowym zachodzie, gdzie leży okolony Żółtą Rzeką region Ordos, od którego to nadano zwierzęciu nazwę rodzajową. Znaleziska dokonano w zachodniej części tego obszaru, około 40 km na północ od miasta Otog Qi, w pobliżu wioski Xinzhao. Znajdujące się tam skały datuje się na kredę wczesną, tworzą one grupę Zhidan, obejmującą 5 formacji geologicznych. Znalezienie skamieniałości między Laolonghuozi i Chabu wskazuje na ich pochodzenie z dolnych partii formacji Luohandong, bądź wyższych formacji Huanhe. Obie budują piaskowce, ale różniące się strukturą. Uznaje się za bardziej prawdopodobne, że skamieniałości pochodzą z tej pierwszej.
Znalezione pozostałości obejmują fragmenty żuchwy, długości 77 i 45 mm. Ich analiza pozwoliła zaliczyć nowy rodzaj do podrzędu Pterodactyloidea i rodziny Dsungaripteridae. Od innych przedstawicieli tej rodziny zwierzę odróżnia się szeroką i płaską kością zębową, a także innymi szczegółami budowy tej kości. Nazwa rodzajowa oznacza „skrzydło z Ordos”. Rodzaj pozostaje monotypowy, epitet gatunkowy planignathus pochodzi od łacińskiego słowa plani oznaczającego płaski oraz greckiego gnathus oznaczającego żuchwę.